# Realismo literario

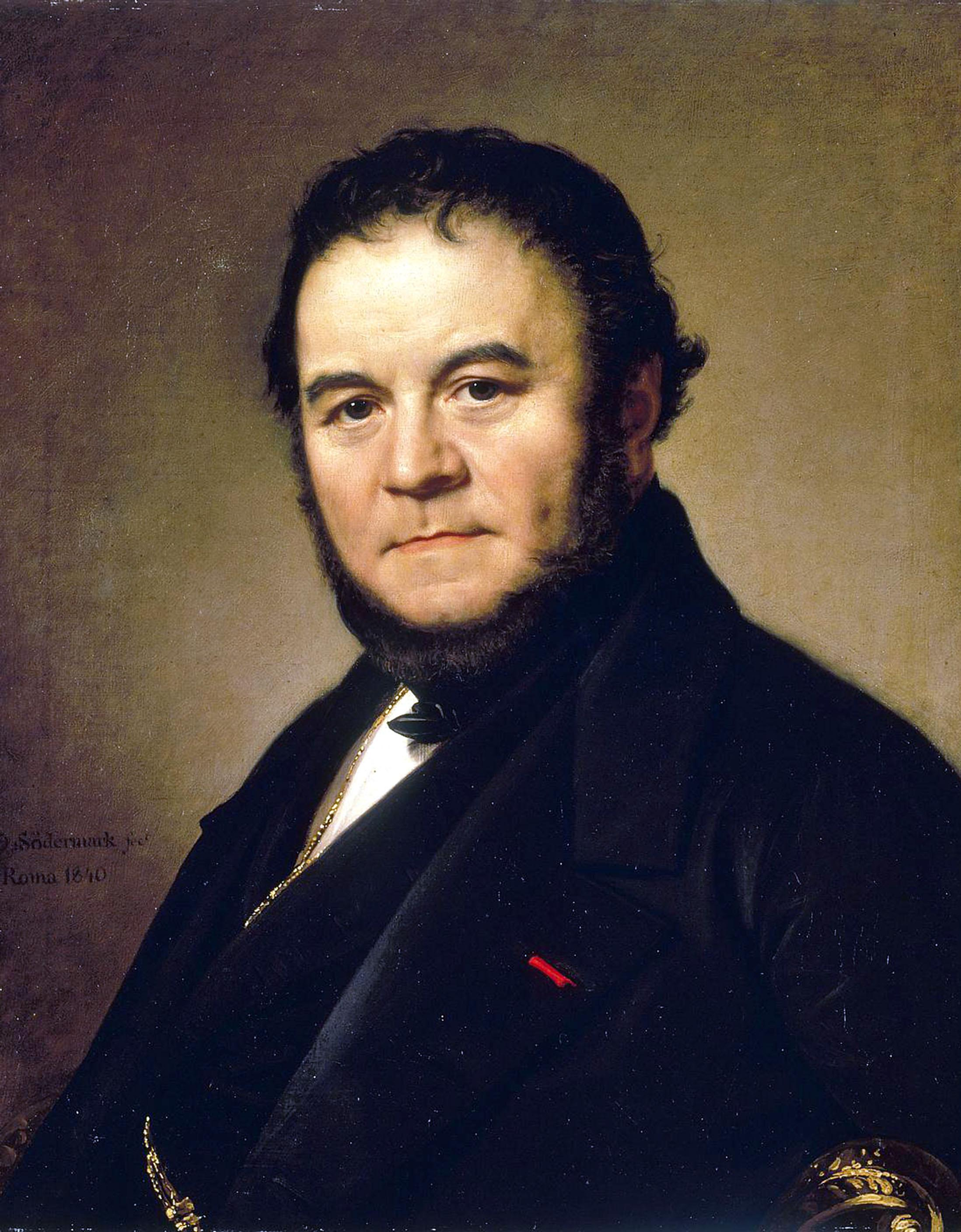
Stendhal, retrato de Olaf Johan Södermark (1840)

El realismo literario es una corriente estética que supuso una ruptura con el romanticismo, tanto en los aspectos ideológicos como en los formales, durante la segunda mitad del siglo XIX. Este se caracterizaba por una extensa y muy detallada información de los personajes, paisajes, escenas, etc. De esta forma, podían ser imaginados con mayor facilidad.

## Origen del realismo
Aparece aplicado a la literatura hacia 1825 para referirse al uso de descripciones detalladas por parte de algunos de sus novelistas, mientras que pintores románticos tardíos llevaban a sus lienzos sencillas escenas de la vida cotidiana; enseguida se aplicó el vocablo a las obras literarias, animadas de un propósito análogo de recoger fieles testimonios de la sociedad de la época.
Hacia 1827, en Francia, una serie de escritores y críticos presentan ya al realismo como una nueva estética alejada u opuesta a la romántica. En 1856 aparece una revista titulada precisamente Realismo, que en uno de sus números dice:
El realismo pretende la reproducción exacta, completa, sincera, del ambiente social y de la época en que vivimos. Esta reproducción debe ser lo más sencilla posible para que todos la comprendan.
El Realismo surgió en la Francia de la segunda mitad del siglo XIX, tras la revolución burguesa de 1848. Sus autores pioneros fueron Honoré de Balzac y Henri Beyle "Stendhal", y se desarrolló plenamente con Gustave Flaubert. Pero ya hacia la mitad de siglo publican grandes obras maestras de esta estética también escritores ingleses como William M. Thackeray, Charles Dickens y el alemán Gustav Freytag, al que seguirá al poco Wilhelm Raabe. En España, el inicio realista fue algo posterior y coincidió con acontecimientos históricos capitales. Surgió hacia 1870, después de que se reprodujese la tardía revolución burguesa en La Gloriosa de 1868, y tuvo su apogeo en la década de 1880 con autores como Pérez Galdós, Leopoldo Alas y Emilia Pardo Bazán. Finalmente decayó en la década de 1900. Aunque salvando las distancias, debe tenerse en cuenta que la literatura española arrastraba una corriente realista que algunos estudiosos como Menéndez Pidal o Dámaso Alonso han retrasado hasta el mismísimo Cantar de mio Cid, y que tendría en La Celestina y en el Quijote sus máximos representantes. Tal vez, por esto, no se implantó el realismo con tanta rapidez, pues la tradición ya existía desde antaño.

## Descripción

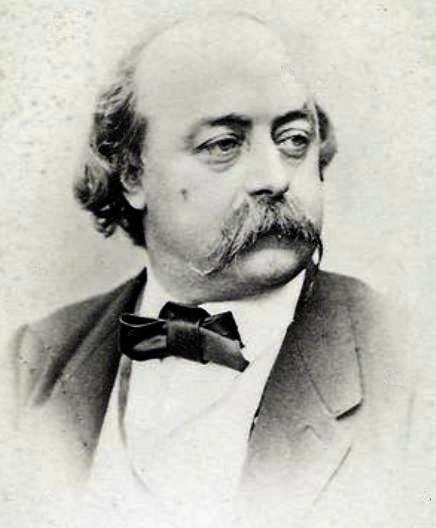
Gustave Flaubert, autor posromántico, usó sin embargo la estética realista

Al estar agotados los presupuestos estéticos del Romanticismo, se desecharon o se renovaron. Los que desecharon el Romanticismo siguieron la estética burguesa del Realismo, quienes lo renovaron formando la estética Postromántica.
He aquí sintetizados los rasgos esenciales del realismo literario, tanto en su orientación temática y enfoque. Como en sus preferencias estilísticas, aunque hay que hacer algunas precisiones: la reproducción exacta de la realidad toma a menudo como modelo los métodos de observación de las ciencias experimentales. Un gran crítico, Ferdinand Brunetière, señalaría más tarde, en 1883, que "el Realismo viene a ser en arte lo que el positivismo es en la Filosofía". Ya en 1843, Balzac se proponía estudiar la sociedad como un científico estudiaba la naturaleza. Y Baudelaire, en 1885, recomendaba: "Estudiad todas las úlceras como el médico que está de servicio en un hospital". Flaubert consultó tratados médicos para describir la muerte por envenenamiento de su Madame Bovary, y en general los novelistas se documentan rigurosamente sobre el terreno tomando minuciosos apuntes sobre el ambiente, las gentes, su indumentaria, o buscan en los libros los datos necesarios para conseguir la exactitud ambiental o psicológica.
Los escritores dejaron de centrarse en sí mismos y pusieron su interés en la sociedad, observando y describiendo objetivamente los problemas sociales. Para ello, se valieron de un nuevo tipo de novela, la novela burguesa. En cuanto a la expresión, prefirieron un estilo más sencillo, sobrio y preciso, en el que adquirió relevancia la reproducción del habla coloquial, especialmente en los diálogos. Es decir, la adaptación de los niveles de lenguaje adecuados a los personajes que representaban todos los estratos sociales.
Se encuentra inscrito en un movimiento más amplio que afecta también a las artes plásticas, a la fotografía (que surge con el siglo XIX), y a la filosofía (positivismo, darwinismo, marxismo, método experimental). La estética realista, fascinada por los avances de la ciencia, trata de hacer de la literatura un documento que pueda servir de testimonio de la sociedad de su momento. Por ello, describe todo lo cotidiano y prefiere los personajes comunes y corrientes, basados en individuos reales de los que toma nota a través de cuadernos de observación, a los personajes extravagantes o insólitos típicos del Romanticismo. Esta estética propugna a su vez una ética, una moral fundamentada en la objetividad y el materialismo.
Respecto a los procedimientos literarios del realismo, son característicos el uso de la descripción detallada y minuciosa, con enumeraciones y sustantivos concretos, el del párrafo largo y complejo provisto de abundante subordinación, la reproducción casi magnetofónica del habla popular, sin idealizarla, y un estilo poco caracterizado, un lenguaje «invisible» que caracterice personajes, hechos y situaciones objetivamente sin llamar la atención sobre el escritor.

## Características

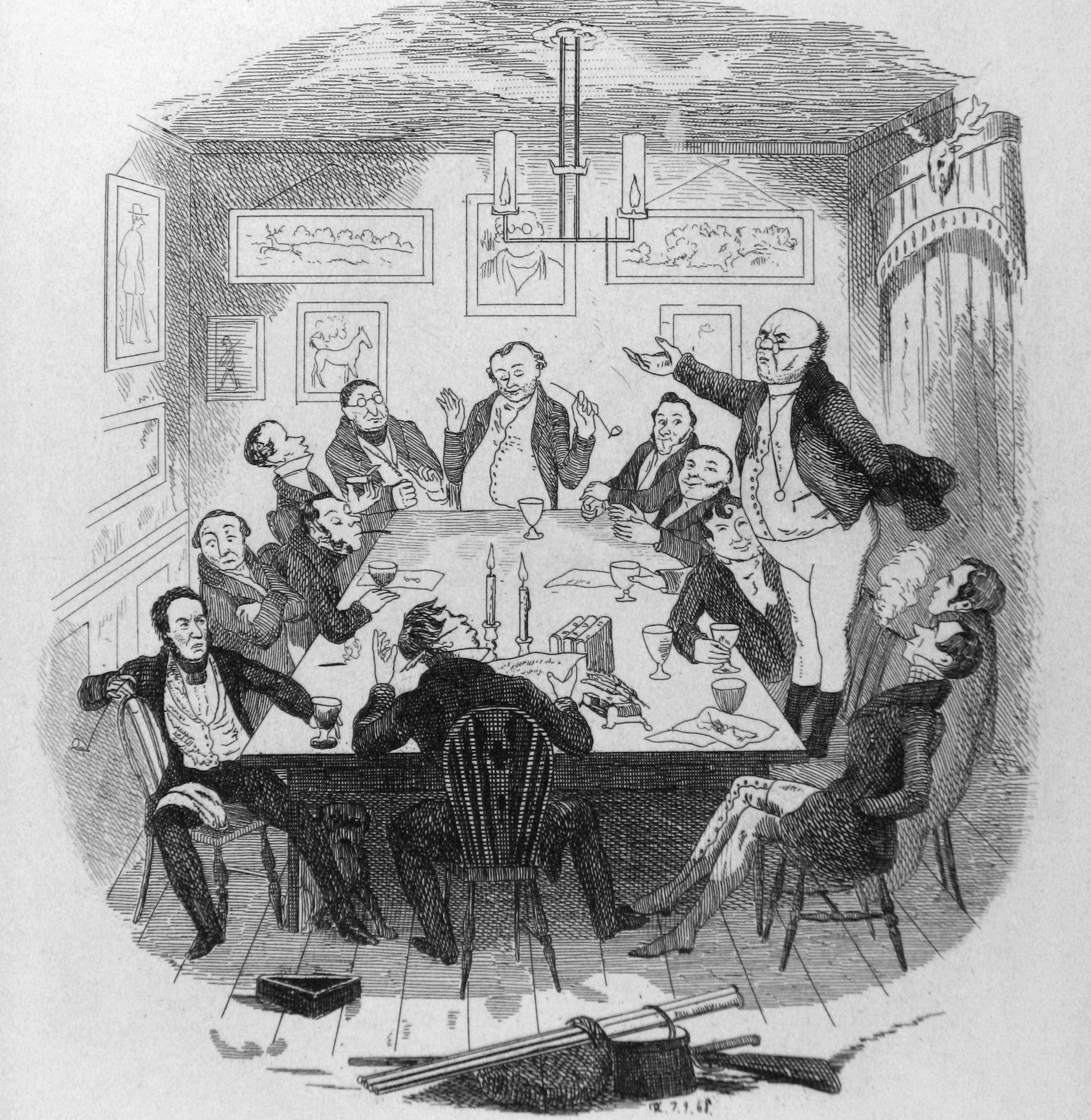
Ilustración de Los papeles del club Pickwick, de Charles Dickens, obra inaugural del realismo literario inglés. En la imagen aparece el señor Pickwick dirigiendo su extravagante club.

Los rasgos fundamentales del realismo son los siguientes: 
- Procura mostrar en las obras una reproducción fiel y muy apegada a los detalles de la realidad, por lo que abunda en descripciones.
- Se opone al Romanticismo en su rechazo de lo sentimental y lo trascendental y en su alejamiento de los escenarios exóticos; aspira, en cambio, a reflejar la realidad individual y social burguesa en el marco del devenir histórico.
- Debido a su afán verista o de verosimilitud, el realismo literario se opone, asimismo, directamente a la literatura fantástica.
- Hace un uso minucioso de la ejemplificación, para mostrar perfiles diversos de los temas, personajes, situaciones e incluso lugares; lo cotidiano y lo no exótico es el tema central, exponiendo problemas políticos, humanos y sociales según una mentalidad burguesa materialista e individualista.
- El lenguaje utilizado en los diálogos de estas obras abarca diversos registros y niveles, ya que expresa el habla común de todas las capas de la sociedad e incluso reproduce el habla popular, el registro coloquial y las características propias de las hablas regionales; en los pasajes narrativos, sin embargo, el estilo es académico, de largos y complejos periodos henchidos de subordinación.
- Conforme va avanzando esta estética comienza a utilizarse cada vez más el monólogo interior y de la mera descripción física de los ambientes y los actos de los personajes se pasa a ahondar en su psicología. Los distintos personajes son complejos, evolucionan e interactúan entre sí influyéndose mutuamente.
- Las obras muestran una relación inmediata entre las personas y su entorno económico y social, del cual son exponente. La historia muestra a los personajes como testimonio de una época, una clase social, un oficio, etc., por lo cual, el autor se documenta visitando los ambientes y lugares, conversando con sus tipos y tomando notas de estos, que luego usa en sus obras para que den la sensación de realidad que busca.
- El autor analiza, reproduce y denuncia los males que aquejan a su sociedad, por lo que transmite unas ideas tradicionales o progresistas de la forma más verídica y objetiva posible recurriendo frecuentemente al género de la novela de tesis.

## Trayectoria del realismo

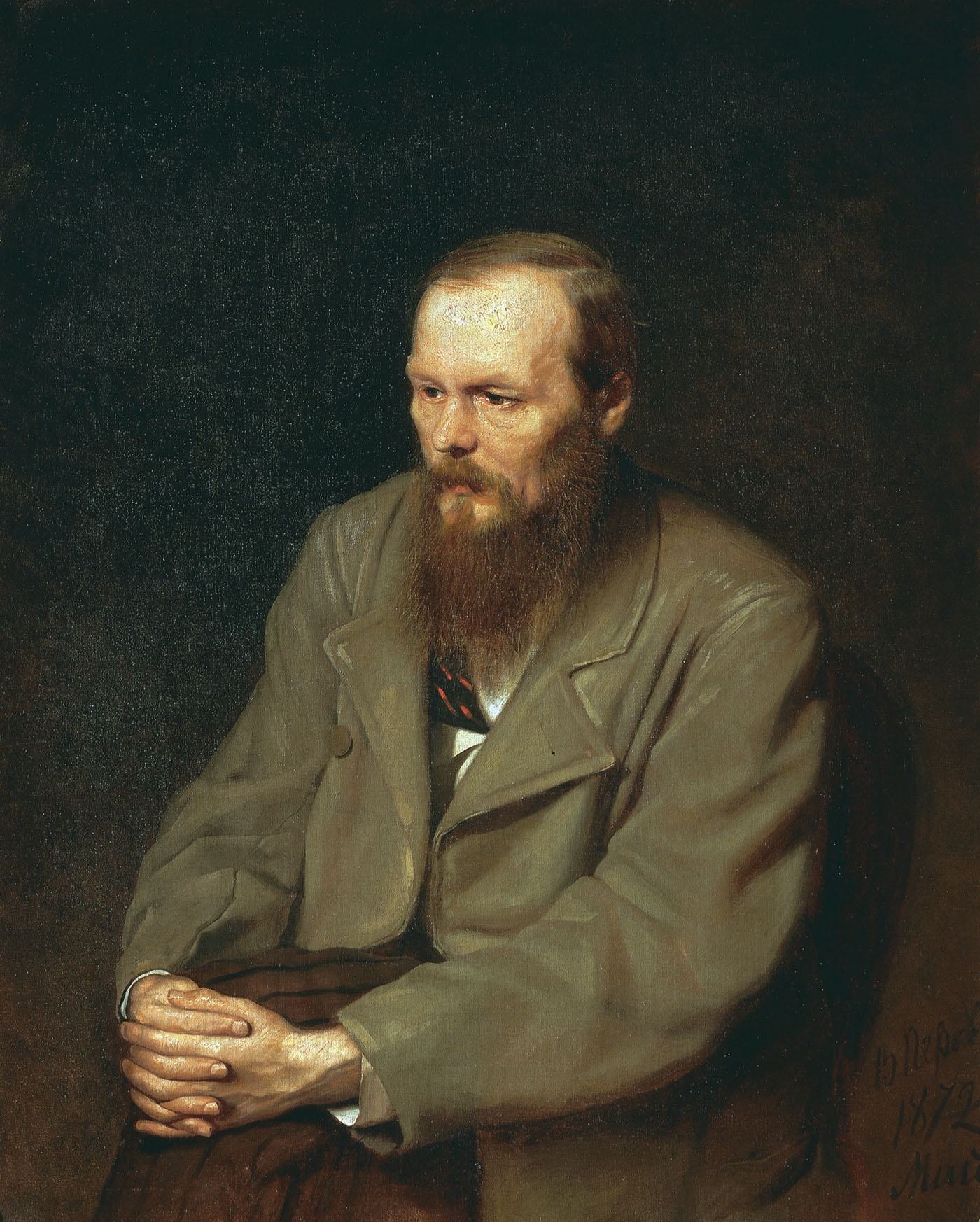
Fiódor Dostoyevski, con Crimen y castigo y Los hermanos Karamázov, ahonda en la conciencia de los personajes, en lo que se ha dado en llamar novela psicológica, la gran aportación rusa al Realismo.

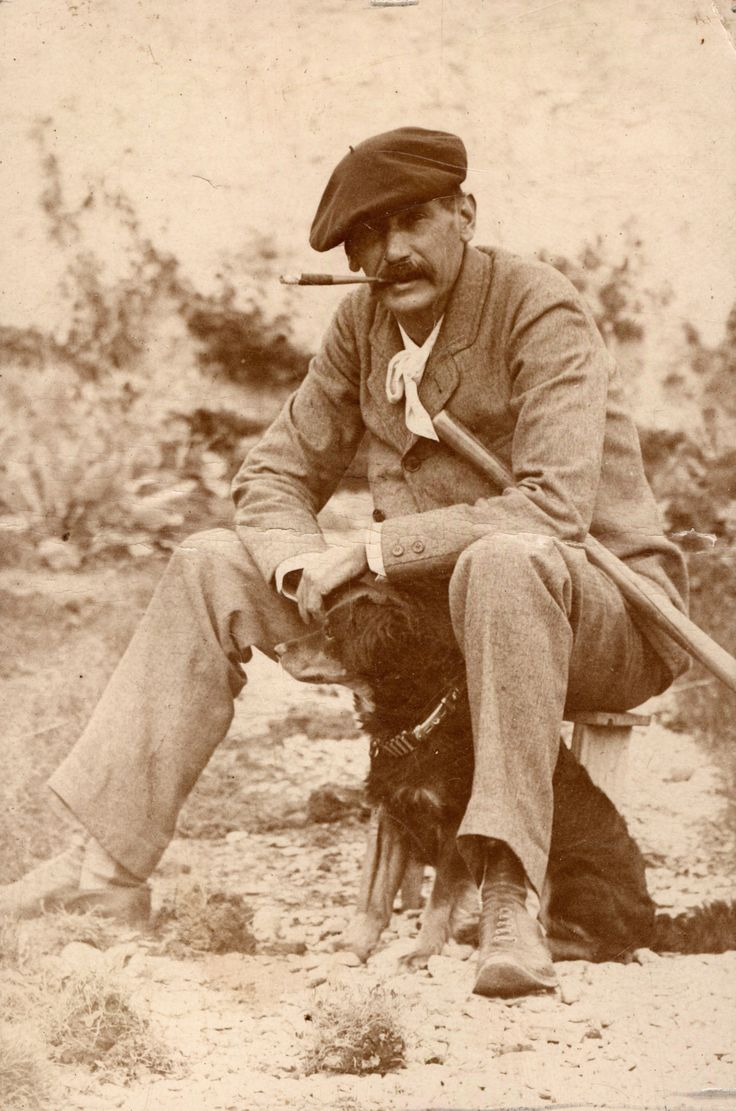
El conjunto de la obra novelística de Benito Pérez Galdós presenta un fresco de la sociedad española del siglo XIX equiparable al que planteó Balzac en su Comedia humana para la francesa. Desde La desheredada, en 1881, sus novelas contemporáneas llegan al realismo pleno, a la vez que asumen algunos de los postulados del Naturalismo. Con Fortunata y Jacinta (1886-1887) alcanza el cénit de su arte.

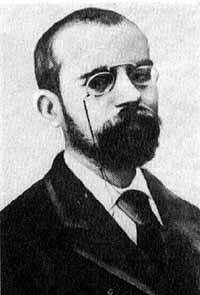
Leopoldo Alas "Clarín", que escribió la obra cumbre del realismo decimonónico en España, La Regenta.

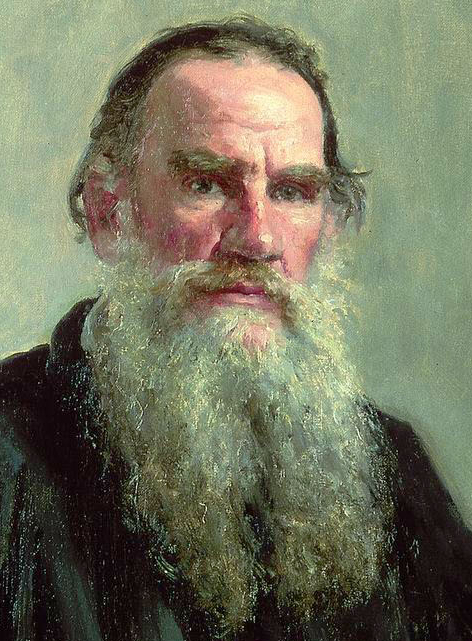
Retrato de León Tolstói por Iliá Repin en 1887.

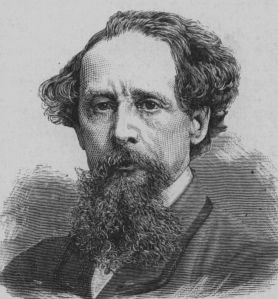
Retrato de Charles Dickens, principal, pero no único, narrador del realismo inglés.

Su nacimiento está ligado al ascenso, al afianzamiento del Renacimiento y a la nueva sociedad urbana originada como consecuencia del desarrollo de la Revolución industrial y el consiguiente éxodo masivo del campo a las ciudades. La mesocracia o clase media preponderante y progresivamente alfabetizada, impuso sus gustos en materia literaria, pues la mayor parte de los lectores pertenecían a esta clase.
El público estaba interesado, más que por lo lejano en el tiempo y espacio y lo exótico de los románticos, por los problemas próximos y cotidianos de la sociedad contemporánea, siempre presente a través del periodismo, que se desarrolla ampliamente en el siglo XIX después de haber nacido en el XVIII, y de la fotografía, nueva técnica que reproduce al detalle la realidad. En reacción contra el idealismo, se desarrolla el positivismo de Auguste Comte (su Sistema de filosofía positiva se publica en 1850), que rechaza la especulación pura y la metafísica; en Inglaterra, domina el pensamiento empírico del utilitarismo (Jeremy Bentham, John Stuart Mill) y el evolucionismo, que Charles Darwin expone en su Origen de las especies (1859) y pone de moda las ciencias naturales y la clasificación empírica de los hechos, haciendo notar que todos los seres humanos están encadenados al medio ambiente, que los moldea mediante la "adaptación al medio" en una "lucha por la vida" que provoca una "selección natural"; el filósofo Herbert Spencer crea con este fundamento el Evolucionismo social y cultural, al que se adhiere el mismo Comte. El experimentalismo se desarrolla con el fisiólogo francés Claude Bernard, quien publica en 1865 su método experimental aplicado a la medicina. Por último, se desarrolla una nueva ciencia, la genética, a partir de que el botánico austriaco Gregor Mendel publique en 1865 sus leyes de la herencia. Por otra parte, la izquierda hegeliana desacredita la religión (Ludwig Feuerbach) y las esperanzas de redención fuera de este mundo y, sobre todo Karl Marx, llama la atención sobre los condicionantes económicos y sociales de los pueblos, o materialismo histórico y la lucha de clases, y afirma que la realidad no debe ser teorizada, sino transformada.
La clase media empezó a notar los efectos beneficiosos del progreso, pero también los nuevos problemas a que daba lugar, hasta entonces desconocidos, como un cambio esencial de valores, desde los tradicionales, que dominaban en los ambientes rurales, a los urbanos, más cínicos, individualistas y materialistas. Este contexto favoreció el realismo como estilo literario y la prosa narrativa como género dominante, puesto que permitía reconstruir la realidad de una forma flexible y alejada de retóricas pasadas y moldes fuera de uso y dejaba libertad al escritor para elegir temas, personajes y situaciones. Por eso, la novela fue aumentando su popularidad gracias a su vinculación con la prensa periódica, vehículo a través del que se difundieron, por entregas, numerosas narraciones económicas que, de esa manera, llegaron a un público más amplio que nunca hasta entonces, gracias al abaratamiento de los materiales librarios de impresión y edición y la alfabetización masiva por parte del estado, una de las conquistas de las revoluciones burguesas para garantizar en principio la igualdad ante la ley.
La libertad política y religiosa, la soberanía popular, el sufragio universal y las reivindicaciones sociales fueron motores que, desde ese momento, movilizaron en toda Europa a las masas de trabajadores y las impulsaron a participar en los acontecimientos políticos. Doctrinas como el socialismo y el marxismo tuvieron una rápida aceptación y contribuyeron a crear entre los obreros una viva conciencia de clase, que prendió con gran fuerza entre el proletariado urbano, surgido como consecuencia de la revolución industrial, sometido a condiciones de trabajo infrahumanas y que sobrevivía a duras penas en las ciudades. Cuando este proletariado adquirió conciencia de clase, entró en pugna con la burguesía, que, de ser clase revolucionaria que lucha contra el Antiguo Régimen, pasó a ser clase dominante y conservadora.
El origen del realismo literario europeo hay que buscarlo en la literatura española medieval y la novela picaresca española y, en concreto, en la versión que configuró sobre esa tradición el novelista Miguel de Cervantes. El desmitificador modelo cervantino influyó poderosamente en la literatura europea posterior, pero el descrédito por el que pasó el género narrativo durante el siglo XVIII aplazó su influjo europeo hasta bien entrado el siglo XIX, salvo en el caso de Inglaterra, que en el siglo XVIII comenzó su propio realismo de la mano de Daniel Defoe, Samuel Richardson o Henry Fielding, entre otros, y del que buena parte de los escritores realistas posteriores son deudores.
La novela realista europea viene a ser la épica de la clase media o burguesa que ha conseguido —a lo largo de sucesivas revoluciones que le han ido confiriendo cada vez mayor poder (1789, 1820, 1830 y 1848)—, instalarse como clase dominante en todos los aspectos de la vida, incluido el cultural y el estético. Los ideales burgueses (materialismo, utilitarismo, búsqueda del éxito económico y social) irán apareciendo en la novela poco a poco, y en su fase final también irán apareciendo algunos de sus problemas internos (el papel de la mujer instruida y sin embargo desocupada; el éxodo del campo a la ciudad y la mutación de valores subsecuente, por ejemplo). Por otra parte, cuando se vayan reiterando y agotando los temas relativos a la burguesía, la descripción realista irá penetrando en otros ámbitos y dejará la mera descripción externa de las conductas para pasar a la descripción interna de las mismas, transformándose en novela psicológica y generando procedimientos narrativos introspectivos como el monólogo interior y el estilo indirecto libre. Todo ello posibilitó la aparición de movimientos en cierta manera opuestos, como el espiritualismo, por un lado, visible en la última etapa de narradores realistas como Benito Pérez Galdós, Fiódor Dostoievski y León Tolstói, y el naturalismo, por otro, que exageraba los contenidos sociales, documentales y científicos del realismo, aproximándose a la descripción de las clases humildes, marginadas y desfavorecidas. Los autores tratarán de ofrecer personajes y situaciones comunes, lo que convierte la obra literaria en una fuente de primer orden para el conocimiento del pasado histórico, aun teniendo en cuenta las precauciones que deben tomarse para un uso documental de las fuentes literarias.
En Francia, fueron escritores realistas Henri Beyle Stendhal, Honoré de Balzac y Gustave Flaubert. En el Reino Unido, destacan George Eliot (1819–1880) con obras como Middlemarch: A Study of Provincial Life (1871–72), William M. Thackeray (La feria de las vanidades, 1847) y Charles Dickens (David Copperfield, 1849), entre otros; en Rusia León Tolstói y Fiódor Dostoyevski. En España, son primeras espadas Benito Pérez Galdós, Emilia Pardo Bazán, José María de Pereda y Leopoldo Alas Clarín (véase novela realista). Portugal cuenta con Eça de Queiroz. En Italia, el movimiento se denominó verismo y tiene a su más caracterizado representante en Giovanni Verga. En cuanto a la literatura escrita en alemán, es un movimiento de este sesgo el llamado Biedermeier y pueden considerarse realistas los novelistas suizos Albert Bitzius (que utilizaba el seudónimo Jeremías Gotthelf), Gottfried Keller, Conrad Ferdinand Meyer, el austríaco Adalbert Stifter y los alemanes Friedrich Hebbel, Theodor Storm, Theodor Fontane, Gustav Freytag y Wilhelm Raabe, aunque esta estética todavía continuó renovándose durante el siglo XX a través de la obra literaria de Thomas Mann.

## Realismo literario en América
Hasta 1943, la literatura que se hace en Latinoamérica es eminentemente realista y trata temas como los conflictos sociales de pobreza y marginalidad, cuestiones políticas derivadas de dictaduras, la colonización de la economía, entre otras. Se distinguen cuatro tipos de novelas realistas:
- Novelas de la Revolución Mexicana. Reflejo del desorden y la anarquía que vivieron como consecuencia de la Revolución.
- Novelas indigenistas. Se retrata la explotación y la esclavitud del indio, subordinada por el tirano.
- Novelas gauchescas. Estas exaltan la figura del gaucho.
- Novelas regionalistas o novelas de la tierra. Relatan la relación del hombre y su entorno y los conflictos que existen dentro de este.

En el Realismo literario abundan las descripciones de las costumbres, lugares y características de las personas con estilo muy natural dando lugar a la corriente literaria del Naturalismo, que intentó retratar la realidad con un método científico, para lo que hizo de la observación y de la experimentación su método de trabajo.
Los principales representantes en Estados Unidos fueron Mark Twain, pseudónimo literario de Samuel Langhorne Clemens, cuya obra maestra es Huckleberry Finn, y Francis Bret Harte; hay que mencionar las novelas psicológicas de Henry James; la gran novela Moby Dick, de Herman Melville, es de estética realista, aunque su autor es postromántico. 

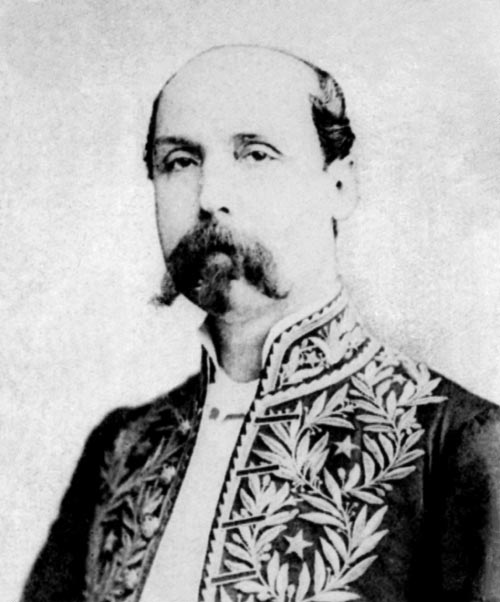
Alberto Blest Gana.

En Hispanoamérica, la tradición costumbrista iniciada por el mexicano Joaquín Fernández de Lizardi la continúan el colombiano José María Vergara y Vergara (1831-1872); el chileno José Joaquín Vallejo (1809-1858); el mexicano José Tomás de Cuéllar (1830-1894), quien, bajo el pseudónimo «Facundo», publica una serie de novelas bajo el título de La linterna mágica (1871-1892), el mexicano Luis G. Inclán (1816-1875) que pinta la vida rural con lenguaje popular del estado de Michoacán en su obra Astucia (1865). En Chile, Alberto Blest Gana  (1830-1920) publica su famosa novela Martín Rivas (1862); en Perú, donde la narrativa había sido dominada por Ricardo Palma, autor de Tradiciones peruanas, escribe una novela indigenista Clorinda Matto de Turner (1854-1909) con Aves sin nido (1889), en la cual ya presenta al indio como figura central en un contexto social y ataca las injusticias que se cometen con él. En Ecuador, destaca Juan León Mera (1832-1894) con su novela indigenista Cumandá (1879) y diversos narradores costumbristas, entre ellos Alfredo Baquerizo Moreno (1859-1930), introductor del tema del gamonalismo en Tierra adentro, la novela de un viaje (1889), que será desarrollado por narradores del siglo XX. En Argentina, donde predominaba la poesía y la novela gauchesca de ambiente rural, también se cultiva la de ambiente urbano: La gran aldea (1884) de Lucio V. López (1848-1894), que describe las costumbres de Buenos Aires.
Un realismo más decantado y que sigue modelos europeos es el representado por Eduardo Acevedo Díaz (Uruguay, 1851-1921); Tomás Carrasquilla (Colombia, 1858-1941); Carlos María Ocantos (Argentina, 1860-1949) y Luis A. Martínez (Ecuador, 1868-1909). También es realista el mexicano Rafael Delgado (1853-1914), autor de cuatro novelas y una colección de Cuentos y notas (1902); su obra más conocida es La Calandria (1890).
Ya se inscriben en el naturalismo las novelas del argentino Eugenio Cambaceres y las del mexicano Federico Gamboa. La temática social se encuentra en las novelas de los chilenos Luis Orrego Luco y Baldomero Lillo.
Entre 1915 y 1916, se publica Los de abajo, primera gran obra de la literatura sobre la Revolución mexicana, escrita por Mariano Azuela. Aunque al principio no tuvo una buena acogida por ser, supuestamente, contrarrevolucionaria, se la contrapuso a la literatura vanguardista que, para muchos, atentaba contra la identidad literaria mexicana. De hecho, en el ensayo El afeminamiento de la literatura mexicana, se la pone como ejemplo de lo que la literatura de México debe ser.

## Descomposición del realismo literario
Al final de su evolución, agotados sus presupuestos iniciales y sin variedad alguna ya sus obras artísticas, el realismo literario se descompone en diversas corrientes que renuevan o modifican sus principios, bien seleccionando y desarrollando una de sus ramas, bien exagerando sus principios estéticos, bien rehuyéndolos y adoptando los principios opuestos, o bien mezclándolos en una amalgama que constituye el llamado Postromanticismo, caracterizado por el irracionalismo, el ansia de evasión y un profundo sentimiento antiburgués. Las diversas y más caracterizadas corrientes de este son:
- El naturalismo, que exagera y sistematiza al máximo los principios del realismo según expone el escritor francés Émile Zola; la novela se reduce prácticamente a un documento social, a una instantánea de su época, y pasa a investigar no solo los ambientes burgueses, sino los proletarios y marginales. De él arranca asimismo un tipo de teatro fuertemente social (Gerhart Hauptmann, Henrik Ibsen, George Bernard Shaw)

- El espiritualismo que, rehuyendo los principios del realismo, se interesa por todo aquello que este había detestado: la religión, el espíritu, el alma de las personas, lo tradicional, lo campesino... A esta corriente llegan, al final de su periplo realista, escritores como Tolstói y Galdós.

- El posromanticismo propiamente dicho de la segunda mitad del siglo XIX, que mezcla en distintas dosis realismo y romanticismo, sin lograr superar la íntima contradicción entre estas dos corrientes. La novela Madame Bovary, de Flaubert, puede considerarse típica de esta corriente. Otros escritores postrománticos: Robert Louis Stevenson, Arthur Conan Doyle, Joseph Conrad, Rudyard Kipling, Herman Melville y Thomas Carlyle.

- La novela psicológica; de las minuciosas descripciones exteriores del realismo se pasa a las interiores y del narrador omnisciente al monólogo interior. Además, ya en el siglo XX, la novela psicológica cultiva una faceta determinada del realismo: agotada la descripción física y material de los entornos y escenarios, la atención se centra más bien en los personajes, cuya psicología es lo único ya que interesa. Así ocurre con el impresionismo de Marcel Proust y los personajes de Henry James, absorbidos por su propio punto de vista. El novelista se fuerza a describir en sus mínimos detalles los vaivenes de conciencia, mediante técnicas como la del monólogo interior y el estilo indirecto libre. Son maestros de este arte el francés Edouard Dujardin, la inglesa Virginia Woolf, el estadounidense William Faulkner y, en especial, el más influyente de todos los novelistas modernos, el irlandés James Joyce. En España, ya en los años 60, destacó en esta onda el novelista Luis Martín Santos.

- El simbolismo, expreso sobre todo en los géneros de la lírica (Charles Baudelaire, Paul Verlaine, Arthur Rimbaud, Stéphane Mallarmé) y el teatro (Maurice Maeterlinck)

- El esteticismo, el decadentismo, el parnasianismo, el prerrafaelismo y el modernismo.

La novela realista empieza a ser dejada de lado frente a otros géneros más evasivos como la novela decadentista, la novela de aventuras, la novela de ciencia ficción, la novela psicológica, la novela policiaca y la novela histórica. Todas las corrientes del postromanticismo desaparecerán con la llamada «crisis de fin de siglo» y la irrupción de las vanguardias en 1909 con la primera de sus estéticas, el futurismo.